# Логан, Уильям Эдмунд
Сэр Уильям Эдмонд Логан (англ. William Edmond Logan; 20 апреля 1798[…], Монреаль, Квебек — 22 июня 1875, Пембрукшир) — канадский геолог.

## Биография
Уильям Эдмонд Логан родился 20 апреля 1798 года в городе Монреале. Учился в Университете Эдинбурга. 

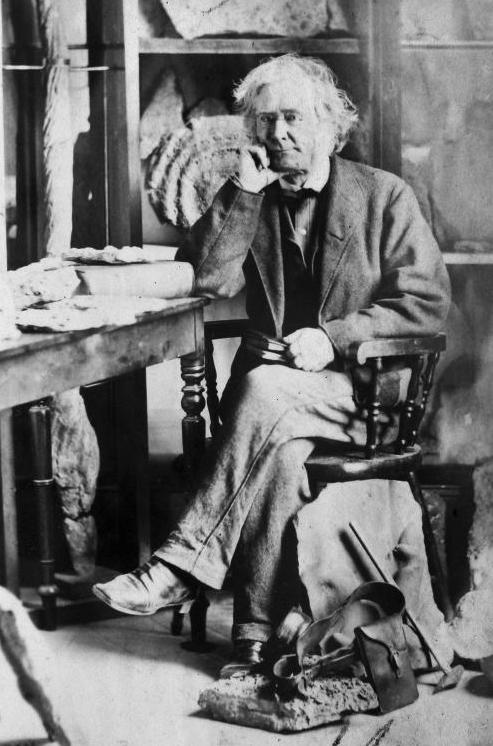
Сэр Логан
(1865 год)

Самостоятельно занялся изучением геологии в 1831 году, когда он вступил во владение каменноугольной копью в городе Суонси. Уильям Логан выполнил геологическую карту угольных месторождений Уэльса. На основании своих исследований, в 1840 году представил Лондонскому геологическому обществу свою работу «On the character of the beds of clay lying immediately below the coal-seams of South Wales, and on the occurrence of coal-boulders in the Pennant Grit of that district». Эта работа представила точку зрения Логана, что слой глины под месторождением был в древности почвой, где росли растения, из которых сформировался уголь.
Его работы в геологии были замечены, и в 1842 году Логана попросили основать Геологическую службу Канады. В 1855 году нанял Роберта Барлоу главным чертёжником службы. Работал на посту директора до 1869 года. За это время он описал Лаврентийские скалы в Лаврентийских горах в Канаде и горы Адирондак в штате Нью-Йорк.
В 1867 году учёный был награждён Королевской медалью Лондонского королевского общества.
Открыл линию Логана, разграничивающую сильно складчатые горы Аппалачи и плоские осадочные горные породы, сформировавшиеся в Палеозое, которые лежат внутри них.
Особые шишковатые, обладающие правильным внутренним строением выделения серпентина, открытые Логаном в кристаллических известняках Канады, залегающих среди архейских гнейсов получили название эозоон.
После своей отставки в 1869 году сэр Уильям Эдмонд Логан поселился в Пембрукшире в западном Уэльсе, где 22 июня 1875 года умер в Кастель Малгвин и был похоронен на церковном кладбище в деревне Килгерран в округе Пембрукшир.

## Награды
За свою научную карьеру Сэр Логан был награждён 22 медалями, в том числе Орденом Почётного легиона от императора Наполеона III в 1855 году и рыцарским титулом от королевы Виктории в 1856 году. В этом же году был награждён медалью Волластона Лондонским геологическим обществом.

## Посмертные награды
- Самая высокая гора в Канаде, названа в честь Логана.
- Впервые найденный в Монреале минерал также назван в честь учёного.
- Геологическая Ассоциация Канады[англ.] учредила ежегодную медаль Логана[англ.], которая по сей день является её высшей наградой[8].